# Eilema amaurobapha
Eilema amaurobapha är en fjärilsart som beskrevs av Paul Mabille 1900. Eilema amaurobapha ingår i släktet Eilema och familjen björnspinnare. Inga underarter finns listade i Catalogue of Life.